# Estadio Sree Kanteerava
El Estadio Sree Kanteerava es un estadio multiusos ubicado en la ciudad de Bangalore estado de Karnataka, India. el estadio es parte del Complejo Sree Kanteerava de Deportes recinto que cuenta con canchas de atletismo, gimnasios para voleibol y baloncesto, canchas para tiro con arco, salones de Boxeo y canchas de tenis entre otras.
El estadio de fútbol fue inaugurado en 1997 y posee una capacidad para 24.000 personas, y su principal morador es el Bengaluru FC club que disputa la I-League.
El 11 de junio de 2015 albergó por primera vez un partido internacional de la Selección de fútbol de la India, encuentro que lo enfrentó a su similar de Omán y validó por las clasificatorias para la Copa Mundial de Fútbol de 2018.

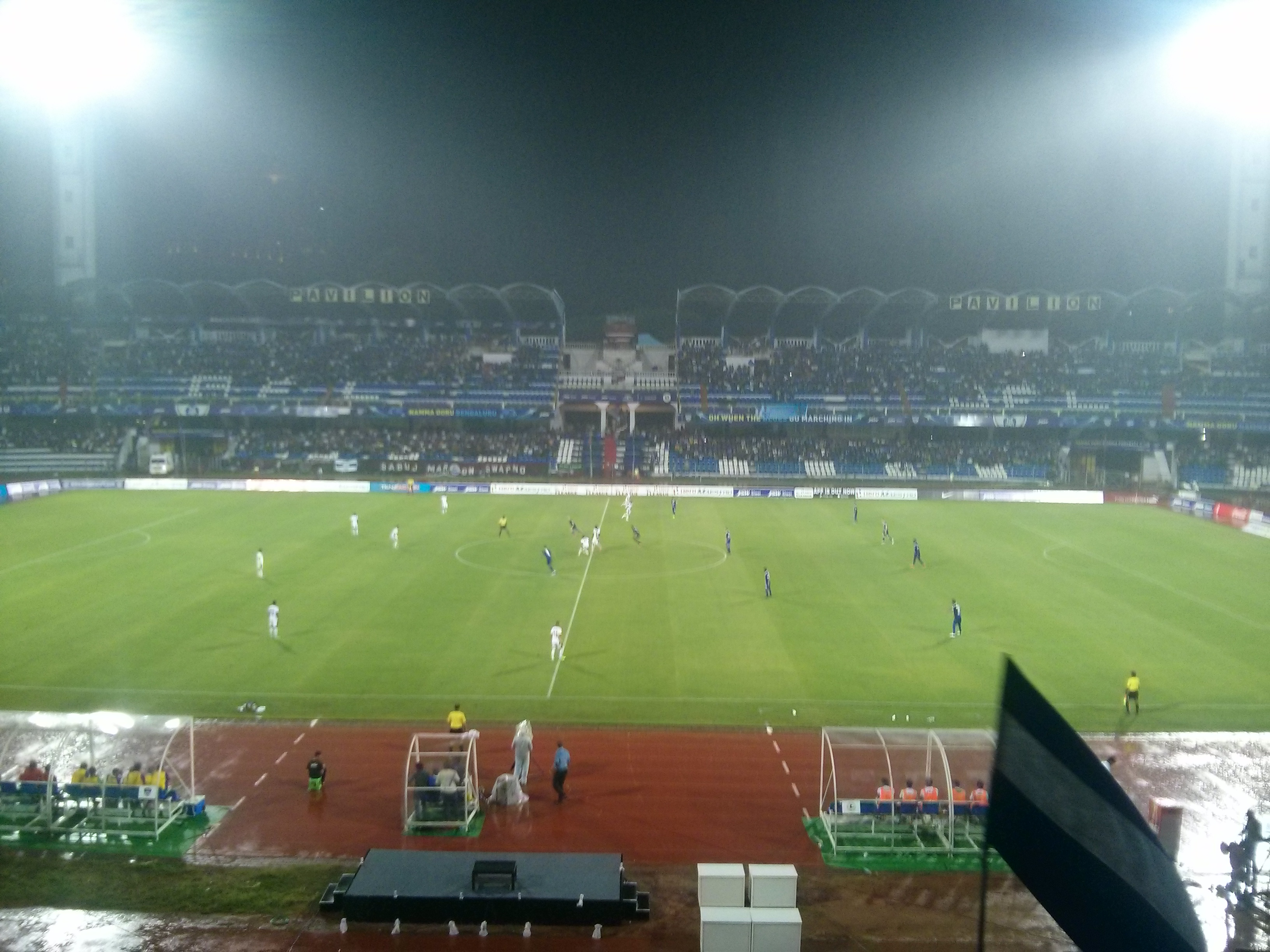
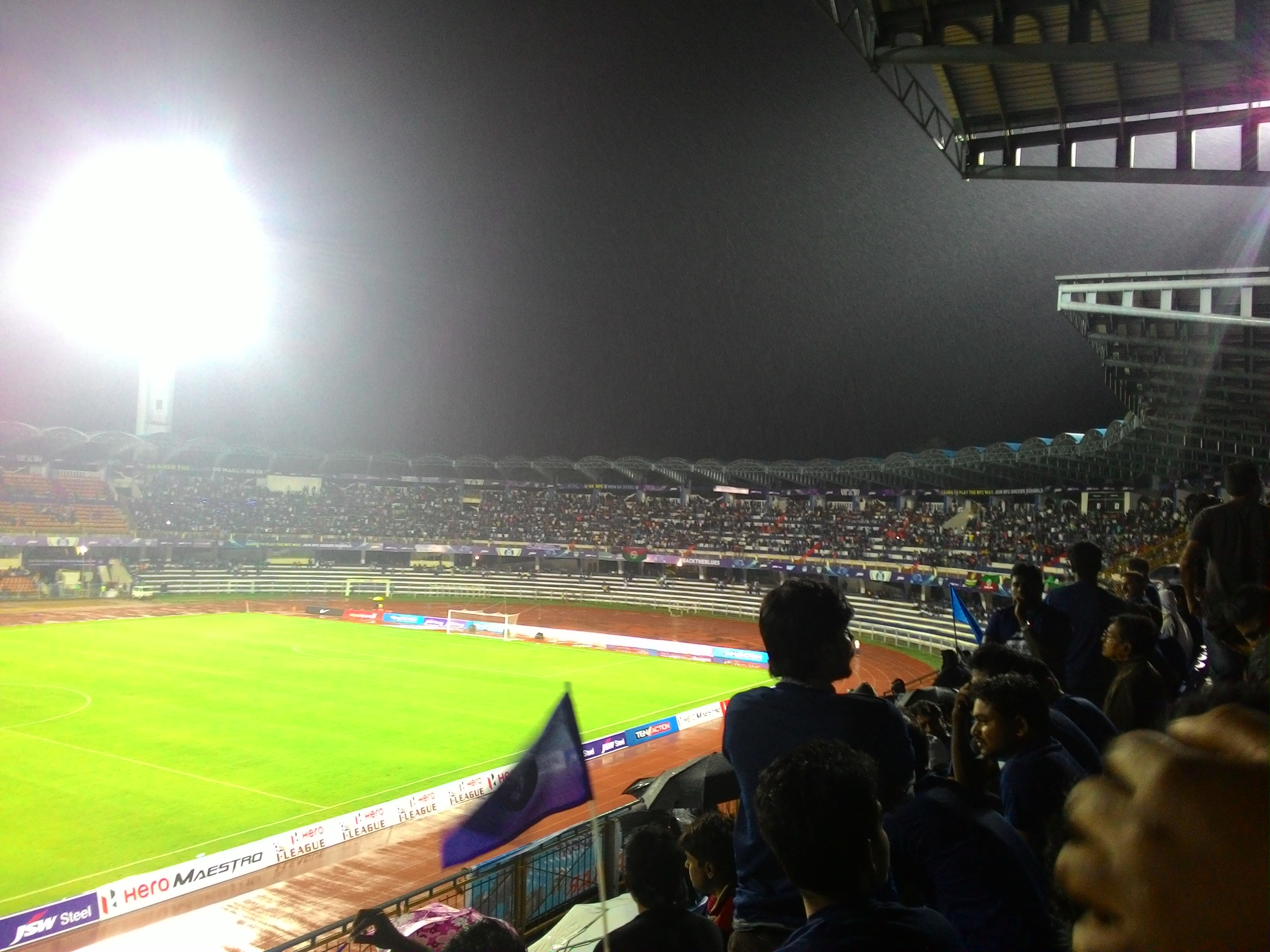